# MP28
El subfusil MP 28/II era la variante directa del MP-18, fabricado por la firma C. G. Haenel, a partir de un diseño de Hugo Schmeisser. Una versión del MP 28/II fue usada por la policía alemana y las unidades de las Waffen-SS. Se desarrolló principalmente durante la década de 1920.

## Historia
El MP 28/II fue fabricado en cantidades limitadas entre 1935 y 1938 en la fábrica C.G.Haenel de Suhl, siendo un diseño del destacado diseñador alemán de armas de infantería Heinrich Vollmer, calibrado para la munición 9 x 19 Parabellum (9 mm Luger). También lo produjo en Bélgica la firma Anciens Etablissements Pieper y fue vendido en cierta cantidad a Sudáfrica, países sudamericanos, Japón, China y España.
Fue producido calibrado para una gran variedad de municiones: 7,63 x 25 Mauser, 7,65 x 22 Parabellum / Luger, 9 x 19 Parabellum, 9 mm Bergmann-Bayard, 9 x 25 Mauser y también en .45 ACP (11,43 x 23). El ejército belga adoptó el M.P.28.II en 1934 como Mitrailette Modele 1934, en 9 x 19 Parabellum.
Popularmente producido en España como la variante MP 28 II o Naranjero, al servicio del bando republicano durante la Guerra Civil. En principio sin licencia, aunque con la misma efectividad que la original. Su manipulación por el propio usuario era peligrosa por los posibles accidentes provocados por la falta de seguro, ausente en ambas variantes.
El bando republicano no dispuso de excesivos MP 28 II al principio, por lo que inició programas de fabricación, sobre todo en la zona de Levante, que determinaron el nacimiento de los famosos Naranjeros valencianos y en menor medida los Labora Fontbernat M-1938 catalanes. Se convirtieron en los subfusiles más conocidos de los milicianos del Frente Popular o del Ejército Popular Republicano.

## Usuarios
- República de Weimar
- Alemania
- Argentina
- Bélgica: MP-28 producido bajo licencia y adoptado como MI-34 (Mitraillette Modèle 1934)[1]
- Brasil: El MP-28 fue adoptado por la policía de São Paulo en 1934 y todavía estaba en uso a finales de los años 70.[2][3]
- Bolivia:Usado en la guerra del Chaco[4]
- Finlandia:Durante la Guerra de Invierno, se compraron 171 MP-28 en Bélgica; pero no llegaron a tiempo. Estas armas se entregaron más tarde en la Guerra de Continuación a unidades en Laponia, tropas del frente interno y cuerpos de suministro.[5]
- Marruecos
- Países Bajos :Usado por Real Ejército de las Indias Neerlandesas[6]
- ParaguayAlgunos MP 28 fueron comprados antes de la guerra del Chaco,[7] también fueran capturadas de las fuerzas bolivianas[4]
- Portugal:El MP28 en 7.65mm estuvo en uso por el ejército y la Polícia de Segurança Pública  desde 1929  y fue fabricado en Braço de Prata[8]
- Rumania: Las unidades policiales utilizaron pequeñas cantidades de  MP28 / II en los años de entreguerras.[9] La Sicherheitsdienst suministró grandes cantidades de subfusiles MP 28/II a la Guardia de Hierro.[10]
- República de China:Uso versiones de fabricación local[11]
- Segunda República Española: Copiado bajo el nombre clave de Naranjero. El Naranjero empleaba cartuchos 9 mm Largo[12]
- España: MP-28/II 9 mm Parabellum suministrados por la Alemania Nazi durante la guerra civil española.

## Curiosidades
- La versión de la II República Española del MP28 aparece en el mod 1936, España en llamas del videojuego Medal of Honor.